# Kosicze (obwód grodzieński)
Kosicze (biał. Косічы; ros. Косичи) – wieś na Białorusi, w rejonie nowogródzkim obwodu grodzieńskiego, około 17 km na południe od Nowogródka.

## Historia
Wiedza o historii Kosicz jest fragmentaryczna. W połowie XIX wieku miałyby być własnością Siemiradzkich. Z innych źródeł wynika, że przed powstaniem styczniowym Kosicze należały do Józefa Olędzkiego i zostały skonfiskowane przez władze carskie między 1863 a 1867 rokiem. Słownik geograficzny Królestwa Polskiego (tom 4. z 1882 roku) podaje, że  wśród dwóch folwarków Kosicze jeden był własnością Ancutów.
Po III rozbiorze Polski w 1795 roku Kosicze, wcześniej należące do województwa nowogródzkiego Rzeczypospolitej, znalazły się na terenie powiatu nowogródzkiego (ujezdu) guberni mińskiej Imperium Rosyjskiego. Po ustabilizowaniu się granicy polsko-radzieckiej w 1921 roku Kosicze wróciły do Polski, weszły w skład gminy Poczapów w powiecie nowogródzkim województwa nowogródzkiego, od 1945 roku – w ZSRR, od 1991 roku – na terenie Republiki Białorusi.

## Dawny dwór
Dwór w Kosiczach znany jest z jednej fotografii. Został wybudowany najprawdopodobniej w XVIII wieku i już nie istniał w dwudziestoleciu międzywojennym. Był to parterowy dom zbudowany na planie czworokąta. Od frontu miał portyk, którego trójkątny szczyt, przebity półokrągłym oknem, był wsparty dwiema parami kolumn. Dom był przykryty wysokim, gładkim, gontowym czterospadowym dachem z trzema symetrycznie usytuowanymi kominami.
Majątek w Kosiczach jest opisany w 2. tomie Dziejów rezydencji na dawnych kresach Rzeczypospolitej Romana Aftanazego.